# Centre de données astronomiques de Strasbourg
Het Centre de données astronomiques de Strasbourg (CDS; Nederlandse vertaling: Centrum voor astronomische data van Straatsburg) is een datacentrum in Straatsburg, Frankrijk, dat astronomische informatie verzamelt en verspreidt via het internet. Het werd opgericht in 1972 onder de naam Centre de Données Stellaires. Diensten van het CDS zijn onder andere:
- SIMBAD, een database van astronomische objecten.
- VizieR, een database van astronomische catalogi.
- Aladin, een interactieve atlas van het heelal.